# Винтергальтер, Георгий Иванович
Георгий (Иван) Иванович Винтергальтер (нем. Georg von Winterhalter; 1822—1894) — русский архитектор немецкого происхождения.

## Биография
Учился в Императорской академии художеств, вольноприходящий ученик (1844—1846). Получал медали Академии в годы учёбы: малая серебряная (1844), большая серебряная (1845).
В 1846 году присвоено звание классного художника 3-й степени, в 1855 — звание академика Академии художеств.
Умер в доме № 65 на Лиговском проспекте. Похоронен на Волковом лютеранском кладбище в Петербурге.
Его сын, присяжный поверенный Анатолий Егорович Винтергальтер. Внук (?), Анатолий Анатольевич Винтгальтер, был репрессирован и расстрелян в 1930 году.

## Известные постройки

### Санкт-Петербург
- Дача Громова в Лопухинском саду. Академика Павлова ул., 13 (1850-е) [4][5]
- Доходный дом (надстройка). Колокольная ул., 3 (1857) [6]
- Дом И. Ю. Денисова (перестройка). Невский пр., 60 (1858) [7]
- Доходный дом И. К. Максимовича (постройка в глубине двух корпусов). Невский пр., 82 (1859) [8]
- Доходный дом В. Ф. Громова (перестройка и расширение). Большой пр. ВО, 6 — 2-я линия ВО, 13 — Репина ул., 14 (1858—1859) [9]
- Доходный дом (надстройка и расширение). Оружейника Федорова ул., 9 (1860) [10]
- Доходный дом (надстройка и расширение). Соляной пер., 5 — Оружейника Федорова ул., 9 (1860) [11]
- Доходный дом П. И. Шварца — Дом Г. И. Винтергальтера. 2-я линия ВО, 15 — Большой пр. ВО, 7 (1861—1862) [12]
- Доходный дом А. А. Хабловской (перестройка). Лиговский пр., 21Б (1866) [13]
- Особняк А. В. Каншина. Кузнечный пер., 4 (1868) [14]
- Церковь Симеона и Анны (реконструкция, постройка часовни). Белинского ул., 6 — Моховая ул, 46 (1869—1872) [15]
- Здание Громовского приюта св. Сергия (надстройка). Ковенский пер., 12 (1872) [16]
- Дом Типнера (надстройка). Невский пр., 75 (1872) [17]
- Здание богадельни и школы Ремесленного общества. Черниговская ул., 5 (1873—1874) [18]
- Здание Русского музыкального общества. Островского пл., 9 (1874) [19]
- Доходный дом Санкт-Петербургского ремесленного общества. Большая Московская ул., 3 (1874) [20]
- Доходный дом (перестройка, надстройка, включение существовавшего дома). Большой пр. ВО, 11 (1874) [21]
- Дом Корпуса жандармов. Пестеля ул., 9 (1876) [22]
- Доходный дом Лихачёвых. Рубинштейна ул., 9 — Графский пер., 3 (1876) [23]
- Особняк Д. Макарова. 6-я Советская ул, 37 (1876) [24]
- Доходный дом М. В. Баструевой (перестройка, включение существовавшего здания, постройка флигелей). Рубинштейна ул., 36 (1877—1879) [25]

### Новгородская губерния
Имение Громовой «Горы»

### Таллин
Дом Эстляндского рыцарства в Таллине (1845—1848)

## Галерея

Примеры зданий по проектам Г. И. Винтергальтера
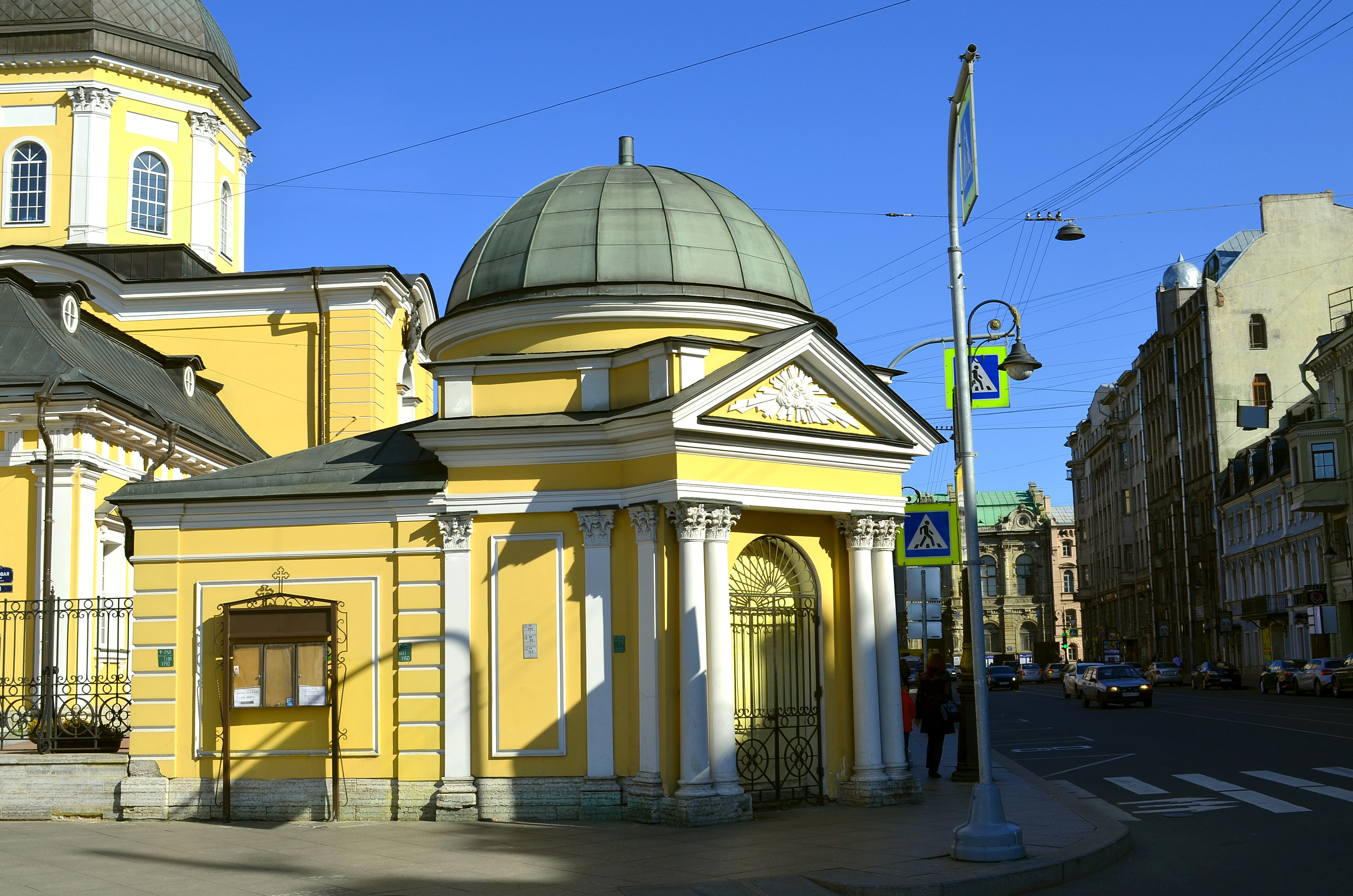
Санкт-Петербург. Часовня церкви Симеона и Анны
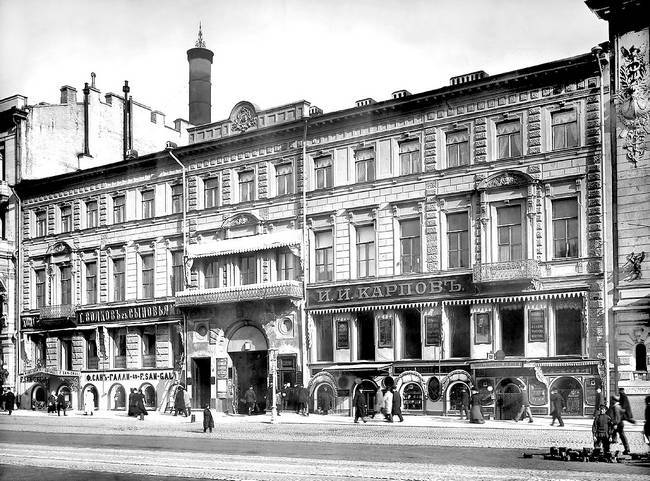
Санкт-Петербург. Доходный дом Невский проспект, 60
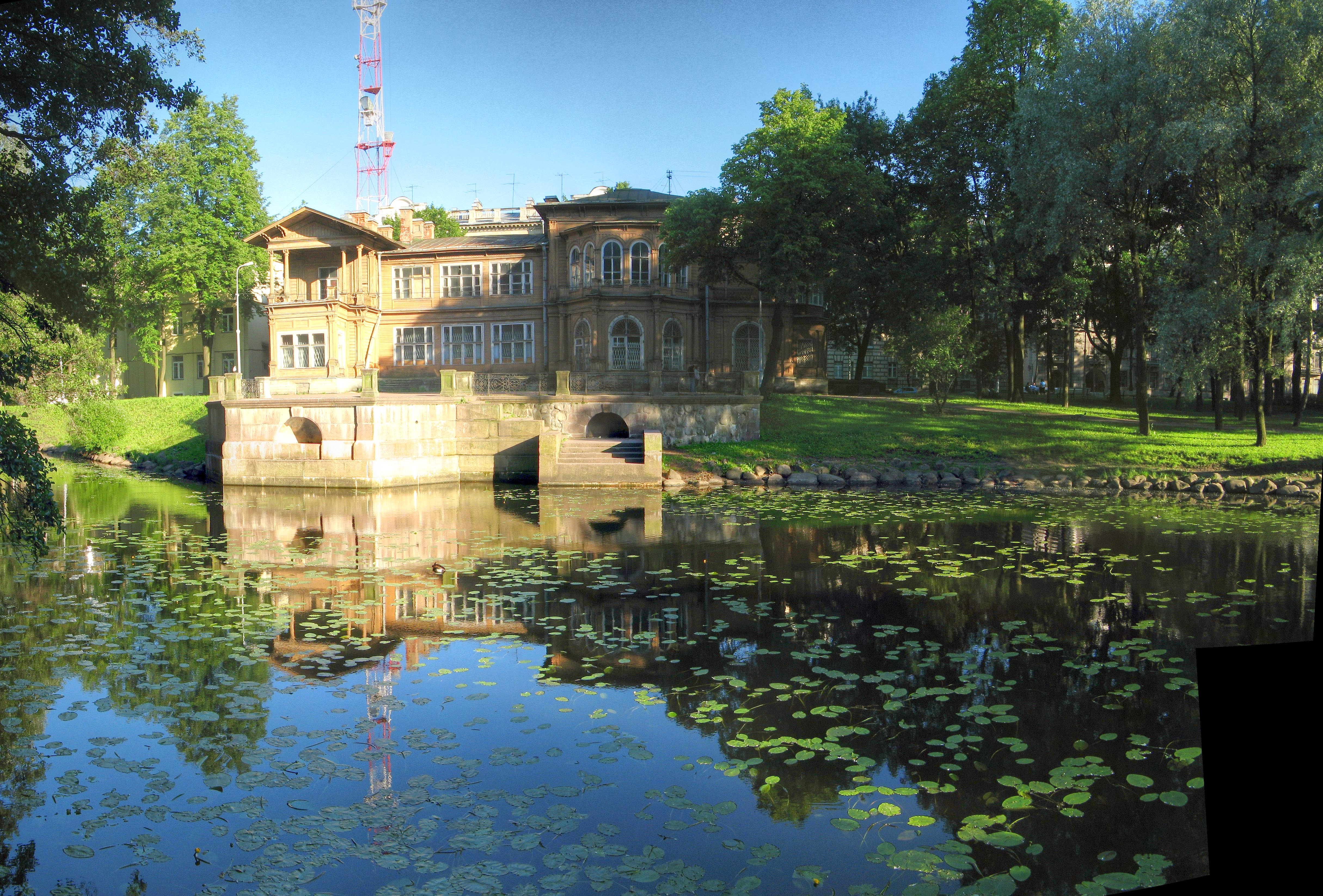
Санкт-Петербург. Дача Василия Громова в Лопухинском саду
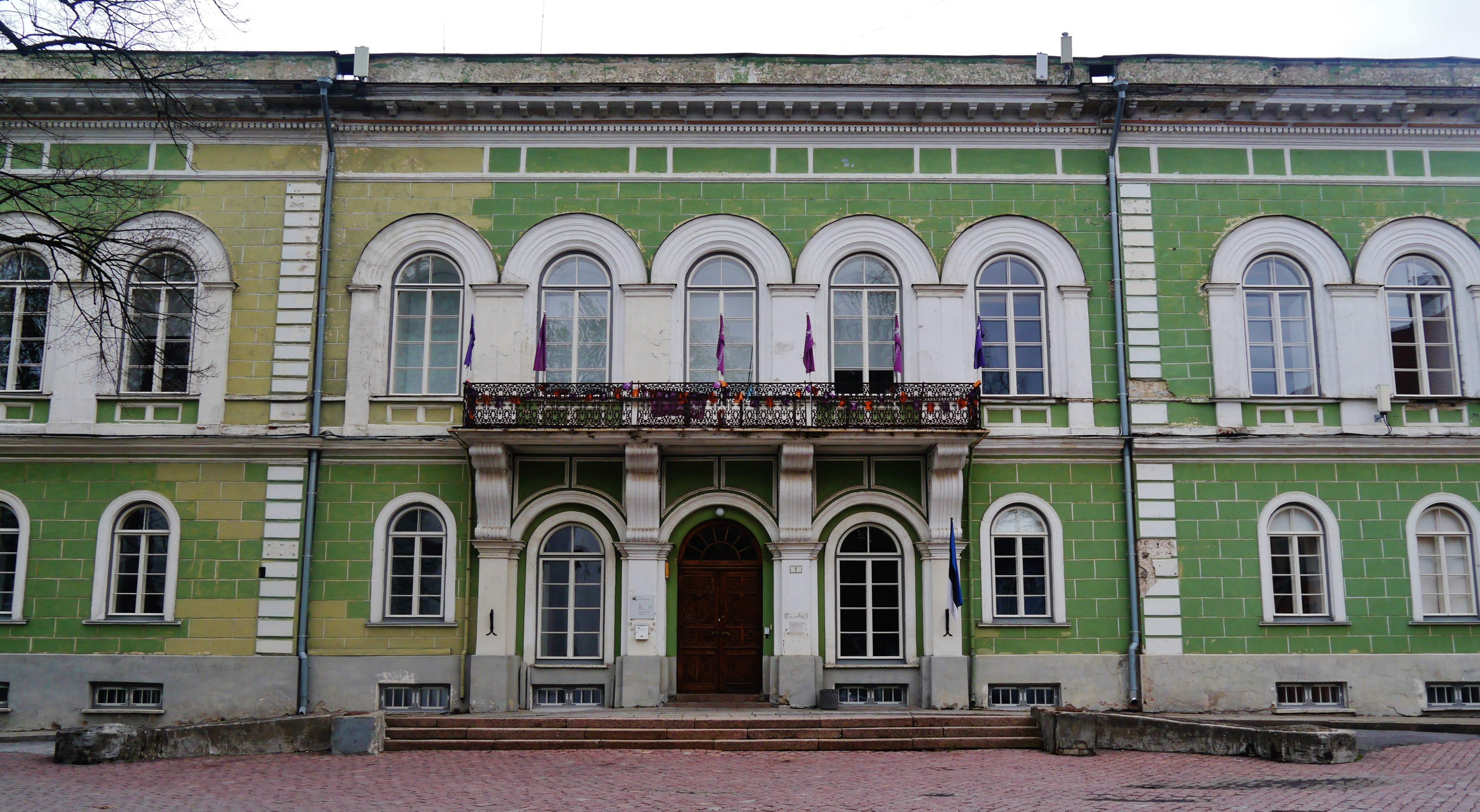
Дом Эстляндского рыцарства в Таллине